# Championnat des Bermudes de football 2013-2014
Navigation
Saison précédente Saison suivante
La saison 2013-2014 du Championnat des Bermudes de football est la cinquante-et-unième édition de la Premier Division, le championnat de première division aux Bermudes. Les dix formations de l'élite sont réunies au sein d'une poule unique où elles s'affrontent deux fois au cours de la saison. À l'issue du championnat, les deux derniers du classement sont relégués et remplacés par les deux meilleurs clubs de First Division.
C'est le club de Dandy Town Hornets qui remporte la compétition cette saison après avoir terminé en tête du classement final, avec cinq points d'avance sur le North Village Community Club et huit sur le Flanagan's Onions FC. Il s’agit du septième titre de champion des Bermudes de l'histoire du club, qui réalise même le doublé en s'imposant face au North Village en finale de la Coupe des Bermudes.

## Les clubs participants
- Wolves SC
- Dandy Town Hornets
- North Village Community Club
- Devonshire Cougars
- PHC Zebras
- Southampton Rangers
- Somerset Cricket Club Trojans
- Hamilton Parish FC - Promu de First Division
- Flanagan's Onions FC
- St David's Warriors - Promu de First Division

## Compétition
Le barème de points servant à établir le classement se décompose ainsi :
- Victoire : 3 points
- Match nul : 1 point
- Défaite : 0 point

### Classement
| Rang | Équipe                        | Pts | J  | G  | N | P  | Bp | Bc | Diff |
| ---- | ----------------------------- | --- | -- | -- | - | -- | -- | -- | ---- |
| 1    | Dandy Town HornetsC           | 37  | 18 | 11 | 4 | 3  | 49 | 25 | +24  |
| 2    | North Village Community Club  | 32  | 18 | 9  | 5 | 4  | 43 | 23 | +20  |
| 3    | Flanagan's Onions FC          | 29  | 18 | 9  | 2 | 7  | 31 | 30 | +1   |
| 4    | Somerset Cricket Club Trojans | 27  | 18 | 7  | 6 | 5  | 28 | 29 | -1   |
| 5    | Devonshire CougarsT           | 26  | 18 | 6  | 8 | 4  | 36 | 34 | +2   |
| 6    | Hamilton Parish FCP           | 25  | 18 | 8  | 1 | 9  | 29 | 35 | -6   |
| 7    | PHC Zebras                    | 22  | 18 | 6  | 4 | 8  | 33 | 38 | -5   |
| 8    | Southampton Rangers           | 18  | 18 | 5  | 3 | 10 | 32 | 35 | -3   |
| 9    | St David's WarriorsP          | 17  | 18 | 4  | 5 | 9  | 23 | 44 | -21  |
| 10   | Wolves SC                     | 16  | 18 | 4  | 4 | 10 | 32 | 43 | -11  |

|  | Champion des Bermudes 2013-2014                                                        |
|  | Relégation en First Division                                                           |
|  | T : Tenant du titre C : Vainqueur de la Coupe des Bermudes P : Promu de First Division |

## Bilan de la saison
| Championnat des Bermudes de football 2013-2014 |                               |
| Champion                                       | Dandy Town Hornets (7e titre) |
| Coupes et trophées                             |                               |
| Vainqueur de la Coupe des Bermudes 2013-2014   | Dandy Town Hornets            |
| Qualifications continentales                   |                               |
| CFU Club Championship 2015                     | Aucun                         |
| Promotions et relégations                      |                               |
| Promus en Premier Division                     | Robin Hood FC                 |
| Promus en Premier Division                     | St George's Colts             |
| Relégués en First Division                     | St David's Warriors           |
| Relégués en First Division                     | Wolves SC                     |